# Jasika Nicole
Jasika Nicole Pruitt (Birmingham (Alabama), 10 april 1980) is een Amerikaanse actrice.
Nicole is het best bekend van haar rol als Astrid Farnsworth in de televisieserie Fringe waar zij in 100 afleveringen speelde (2008-2013).

## Biografie
Nicole werd geboren en groeide op in Birmingham (Alabama). Zij heeft gestudeerd aan de Catawba College in Salisbury (North Carolina) waar zij dansen, stem en theaterwetenschap heeft gestudeerd. 

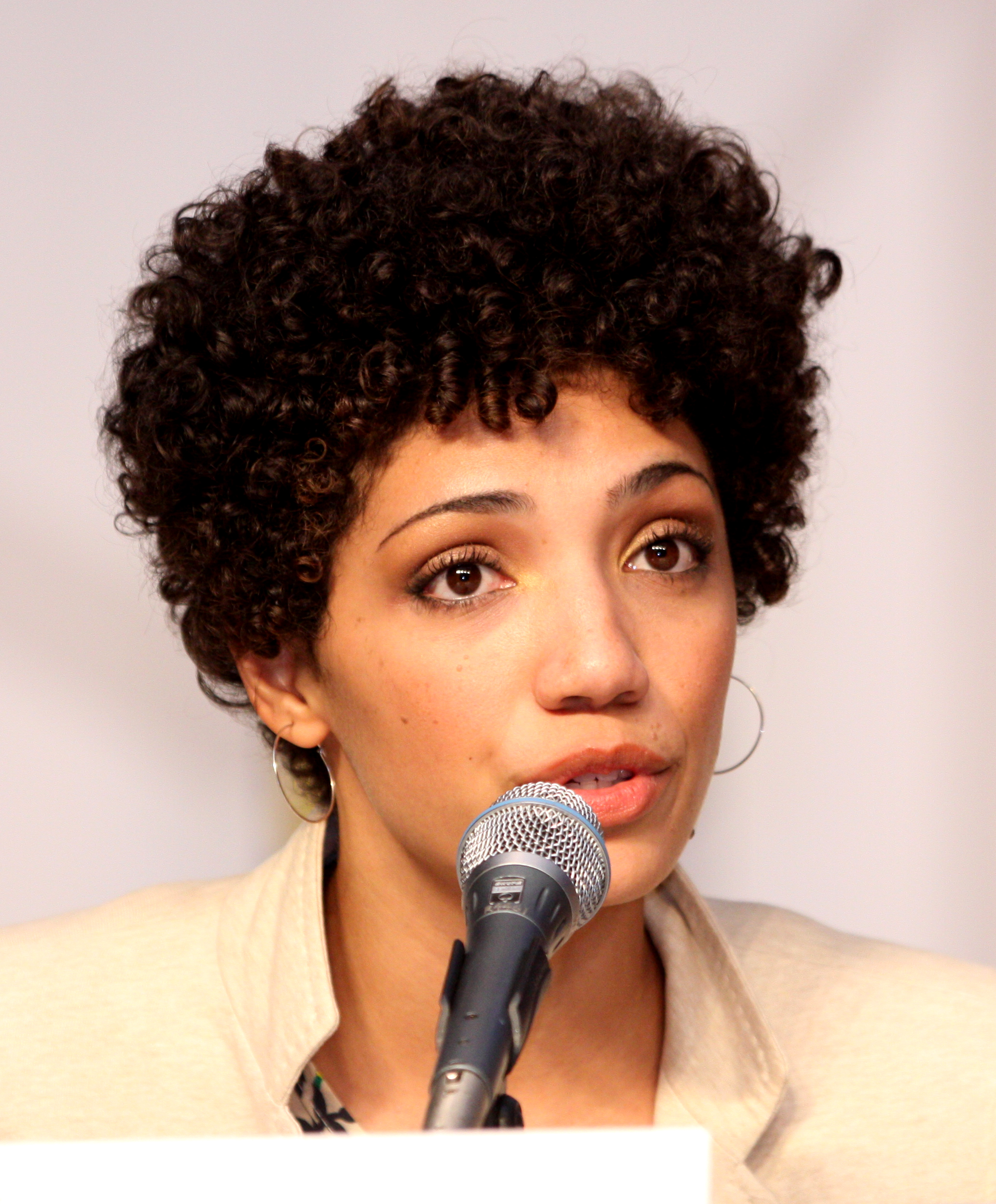
Jasika Nicole in 2010

## Filmografie

### Films
Uitgezonderd korte films.
- 2016 Suicide Kale - als Billie Steinberg
- 2016 A Christmas in New York - als Jasmine Taylor
- 2010 She's Out of My League – als Wendy
- 2007 The Mastersons of Manhattan – als Penny
- 2006 Take the Lead – als Egypt

### Televisieseries
Uitgezonderd eenmalige gastrollen.
- 2021 Punky Brewster - als Lauren - 6 afl.
- 2017-2020 The Good Doctor - als dr. Carly Lever - 26 afl.
- 2017 Danger & Eggs - als Reina (stem) - 3 afl.
- 2017 Justice League Action - als Vixen (stem) - 2 afl.
- 2017 Underground - als Georgia - 7 afl.
- 2017 Adventure Time with Finn & Jake - als Frieda - 2 afl.
- 2015-2016 Disengaged - als Jess - 2 afl.
- 2013-2016 Scandal – als Kim – 7 afl.
- 2016 Send Me: An Original Web Series - als Lila - 3 afl.
- 2008-2013 Fringe – als Astrid Farnsworth – 100 afl.
- 2008 The Return of Jezebel James – als Dora – 3 afl.

### Computerspellen
- 2019 Alt-Frequencies - als Kaya
- 2017 Agents of Mayhem - als Gremlin
- 2005 Law & Order: Criminal Intent – als Giselle

- International Standard Name Identifier: 0000 0004 4963 0310
- Library of Congress Control Number: no2015070347
- Virtual International Authority File: 316000425
- WorldCat: E39PBJyWTMqvQgcPqwGfy3PvpP